# کینکای واکاشو
کینکای واکاشو (به ژاپنی: 金槐和歌集 きんかいわかしゅう) مجموعه شعر ژاپنی است. مجموعه ای از اشعار میناموتو نو سانه‌تومو سومین شوگون از شوگون‌سالاری کاماکورا در اوایل دوره کاماکورا همچنین به صورت اختصاری کینگائه-شو خوانده می‌شود.